# Serge Bianchi
Pour les articles homonymes, voir Bianchi.
Serge Bianchi, né le 6 octobre 1945, est un historien français, spécialiste de la Révolution française.

## Biographie

### Carrière
Serge Bianchi est né le 6 octobre 1945.
Élève de l'École normale supérieure de Saint-Cloud, il obtient l'agrégation d'histoire et devient professeur dans l'enseignement secondaire. Après une thèse de troisième cycle sur La déchristianisation de l'An II dans le district de Corbeil soutenue en 1976, il soutient en 1995 sa thèse d'État, dirigée par Michel Vovelle à l'université Paris-I-Panthéon-Sorbonne, intitulée Vie, pratiques et sociabilité politiques en milieu rural dans le sud de l'Ile-de-France (Essonne et Val-de-Marne) de 1787 à 1800 ».
Il est ensuite professeur des universités à l'université Rennes-II, professeur émérite en 2009.

### Historien de la Révolution française
Serge Bianchi publie en 1982 un livre intitulé La révolution culturelle de l'an II (titre est emprunté au répertoire maoïste), où il fait la synthèse des changements culturels pendant la Révolution française : déchristianisation, calendrier, prénoms, place des femmes, changements dans l'habillement, système métrique, fêtes révolutionnaires, théâtres et autres manifestations culturelles,. Ce livre paraît dans une collection de vulgarisation.
En 2003, Serge Bianchi publie une version remaniée de sa thèse de doctorat d'État, sous le titre La Révolution et la Première République au village. L'étendue géographique de l'étude, délimitée par le cadre départemental actuel des archives de l'Essonne et du Val-de-Marne, correspond à environ 240 villages et petites villes du sud de l'Île-de-France. Serge Bianchi y retrace les évolutions du pouvoir politique et étudie le processus de politisation qui donne naissance au sentiment révolutionnaire dans les campagnes. L'ouvrage est divisé en quatre parties chronologiques : la fin de l'Ancien Régime à partir de 1787 (début de la réforme avortée de Loménie de Brienne), l'œuvre de redécoupage territorial et de réorganisation institutionnelle de l'Assemblée nationale constituante, l'acculturation républicaine de 1792 à 1795 puis le reflux de la politisation sous le Directoire et le Consulat, partie dans laquelle l'auteur cherche aussi une typologie géographique des comportements politiques,,,,.
Serge Bianchi participe à des ouvrages collectifs sur les questions au concours de l'agrégation d'histoire, et publie en 2004 un ouvrage de synthèse sur l'une d'entre elles, Des révoltes aux révolutions. Europe, Russie, Amérique (1770-1802). Il y traite la question par parties géographiques, la plus volumineuse étant consacrée à la Révolution française. Il affirme son refus de se rattacher à une école historiographique et tient compte des apports de chacune, tout en s'en tenant plutôt à l'historiographie classique en ce qui concerne la Terreur,,. Serge Bianchi dirige ou co-dirige des ouvrages collectifs consacrés à la garde nationale de 1789 à 1871,, et aux héros de la Révolution française.
En 2017, Serge Bianchi publie une biographie de Jean-Paul Marat qui cherche à rester au plus près des faits établis et à montrer les enjeux mémoriels des polémiques à son propos,,. En 2019, il publie une biographie de Danton, divisée en deux parties, chronologique et thématique.
Après avoir, dès 1989, écrit avec Michel Chancellier un livre sur Draveil et Montgeron, deux villages en Révolution, Serge Bianchi sort de son champ chronologique habituel en 2014, pour donner un livre sur la grève de Draveil-Villeneuve-Saint-Georges, menée par plus d'un millier d'ouvriers terrassiers des Sablières du Val-de-Seine du 2 mai au 4 août 1908. Le livre est titré Une tragédie sociale en 1908, rappelant que les affrontements avec les gendarmes et l'armée ont causé la mort de six hommes. Serge Bianchi, qui réside à Draveil, décrit le contexte, raconte le déroulement des événements, présente le point de vue des différents acteurs, dont Georges Clemenceau, ministre de l'intérieur « briseur de grèves », les enjeux nationaux et les logiques mémorielles,,,.

## Principales publications

### Ouvrages personnels
- La révolution culturelle de l'an II : Élites et peuple, 1789-1799, Paris, Aubier, coll. « Floréal », 1982, 303 p. (ISBN 978-2-7007-0294-1)[3],[4],[5].
- La Révolution et la Première République au village : Pouvoirs, votes et politisation dans les campagnes d'Île-de-France, 1787-1800 (Essonne et Val-de-Marne actuels), Paris, Comité des travaux historiques et scientifiques, coll. « CTHS histoire », 2003, 450 p. (ISBN 978-2-7355-0529-6)[6],[7],[8],[9],[10].
- Des révoltes aux révolutions : Europe, Russie, Amérique (1770-1802). Essai d'interprétation, Rennes, Presses universitaires de Rennes, coll. « Histoire », 2004, 492 p. (ISBN 978-2-86847-982-2 et 978-2-7535-2479-8, DOI 10.4000/books.pur.28040, lire en ligne)[12],[13],[14].
- Une tragédie sociale en 1908 : Les grèves de Draveil-Vigneux et Villeneuve-Saint-Georges, Nérac, Comité de recherches historiques sur les révolutions en Essonne-Éditions d’Albret-Amis du Vieux Nérac, 2014, 665 p. (ISBN 9782913055476)[24],[25],[26],[27].
- Marat : « L'Ami du peuple », Paris, Belin, coll. « Histoire », 2017, 416 p. (ISBN 978-2410006629, ISSN 2270-4922, DOI 10.3917/bel.bianc.2017.01, lire en ligne )[19],[20],[21].
- Danton : Histoire, mythes et légendes, Paris, Ellipses, coll. « Biographies et mythes historiques », 2021, 350 p. (ISBN 978-2-340-05818-7)[22].

### Ouvrages collectifs
- Serge Bianchi et Michel Chancellier, Draveil et Montgeron, deux villages en Révolution, Le Mée-sur-Seine, Amatteis, 1989, 328 p. (ISBN 978-2868490728)[23].
- Serge Bianchi, Michel Biard, Alan Forrest, Édouard Gruter et Jean Jacquart, La terre et les paysans en France et en Grande-Bretagne: du début du XVIIe siècle à la fin du XVIIIe siècle, Paris, Armand Colin, coll. « Collection U Histoire moderne », 1999, 346 p. (ISBN 978-2-200-21973-4)[11].
- Serge Bianchi et Philippe Bourdin (dir.), Révoltes et révolutions de 1773 à 1802 : Europe, Russie, Amériques, Nantes, Éditions du temps, coll. « Questions d'histoire », 2004, 382 p. (ISBN 978-2842742898, lire en ligne).
- Serge Bianchi et Roger Dupuy (dir.), La Garde nationale entre Nation et peuple en armes: Mythes et réalités, 1789-1871, Rennes, Presses universitaires de Rennes, coll. « Histoire », 2006, 566 p. (ISBN 978-2-7535-0235-2 et 978-2-7535-3179-6, DOI 10.4000/books.pur.16594, lire en ligne)[15],[16],[17].
- Serge Bianchi (dir.), Temps révolutionnaire et temps des révolutions : Actes du 129e Congrès national des sociétés historiques et scientifiques, « Le temps », Besançon, 2004., Paris, Comité des travaux historiques et scientifiques, coll. « Actes des congrès nationaux des sociétés historiques et scientifiques » (no 129-4), 2010 (lire en ligne).
- Serge Bianchi (dir.), Héros et héroïnes de la Révolution française, Paris, Comité des travaux historiques et scientifiques, coll. « CTHS histoire » (no 48), 2012, 509 p. (ISBN 978-2-7355-0760-3)[18].
- Serge Bianchi (dir.), Les sociétés populaires à travers leurs procès-verbaux, Paris, Éditions du Comité des travaux historiques et scientifiques, coll. « Actes des congrès nationaux des sociétés historiques et scientifiques » (no 140), 2018, 149 p. (ISBN 978-2-7355-0879-2, DOI 10.4000/books.cths.3599, lire en ligne).